# Arctium leiobardanum
Arctium leiobardanum là một loài thực vật có hoa trong họ Cúc. Loài này được Juz. & c.serg. ex Stepanov mô tả khoa học đầu tiên năm 1992.